# Ernesto Rapisardi
Ernesto Rapisardi (* 14. Februar 1897 in Syrakus; † 1972) war ein italienischer Architekt.
Er war jüngerer Bruder von Gaetano Rapisardi und mit Concetta, geb. Gordini (1904–2000), verheiratet. Er arbeitete mit Gaetano an vielen Projekten gemeinsam.
Ab 1932 war er für acht Jahre unter Marcello Piacentini beim Bau des neuen Justizpalast Mailand beschäftigt, der dabei sowohl für den Roh- als auch für den Innenausbau zuständig war. 1950 bis 1956 errichtete Rapisardi in der Nähe der Porta Vittoria das neue Leonardo-da-Vinci-Gymnasium in der Via Ottorino Respighi in Mailand um den Kreuzgang des ehemaligen Klosters San Pietro in Gessate.